# Membrane atlanto-occipitale postérieure
La membrane atlanto-occipitale postérieure (ou ligament occipito-atloïdien postérieur ou membrane occipito-atloïdienne postérieure) est un ligament large et fin situé sur la face postérieure de l’articulation atlanto-occipitale.

## Description
Elle est reliée en haut au bord postérieur du foramen magnum et en bas au bord supérieur de l'arc postérieur de l'atlas.
De chaque côté de cette membrane, il y a une échancrure en arc au-dessus du sillon de l'artère vertébrale de l'atlas qui sert de passage pour cette artère et pour le nerf suboccipital. Le bord libre de cette échancrure est parfois ossifié.

## Rapport
Le plan superficiel de la membrane est occupé par les muscles petit droit postérieur de la tête et oblique supérieur de la tête.
Son plan profond est occupé par la dure-mère du canal vertébral à laquelle elle est étroitement associée.

## Historique
En 2015, Scali et al. ont revisité l'anatomie de la membrane atlanto-occipitale postérieure en utilisant la plastination. Leurs découvertes ont révélé que cette membrane était constituée en haut du périoste de l'occiput, qu'en bas elle faisait partie de la dure-mère de la jonction cérébro-spinale et qu'elle se terminait au niveau de la troisième vertèbre cervicale plutôt qu'au niveau de l'arc postérieur de l'atlas. On pense que cet agencement anatomique permet un meilleur point d'ancrage pour les structures épidurales et permet de synchroniser les forces de tension de la dure-mère. L'hypothèse de l'auteur est que cette zone complexe aide à l'écoulement du liquide céphalo-rachidien.

## Galerie

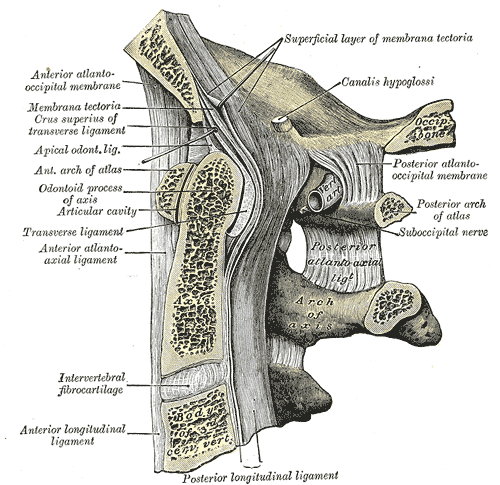
Coupe sagittale médiane passant par l'os occipital et les trois premières vertèbres cervicales.